# London Critics’ Circle Film Award/Attenborough Award
Von 1992 bis 2011 wurden bei den London Critics’ Circle Film Awards herausragende Regiearbeiten mit dem Attenborough Award geehrt. Seit 2012 wird der beste britische Film mit der Auszeichnung prämiert.
Anmerkung: Die Preisverleihung bezieht sich immer auf Filme des vergangenen Jahres, Preisträger von 2012 wurden also für ihre Leistungen von 2011 ausgezeichnet.

## Preisträger
Mike Leigh war viermal mit seinen Filmen erfolgreich, James Ivory zweimal.

### Beste Regie (1992–2011)
| Jahr | Preisträger        | Film                                                                        |
| 1992 | Mike Leigh         | Life is Sweet                                                               |
| 1993 | James Ivory        | Wiedersehen in Howards End (Howards End)                                    |
| 1994 | James Ivory        | Was vom Tage übrig blieb (The Remains of the Day)                           |
| 1995 | Mike Newell        | Vier Hochzeiten und ein Todesfall (Four Weddings and a Funeral)             |
| 1996 | Nicholas Hytner    | King George – Ein Königreich für mehr Verstand (The Madness of King George) |
| 1997 | Mike Leigh         | Lügen und Geheimnisse (Secrets & Lies)                                      |
| 1998 | Peter Cattaneo     | Ganz oder gar nicht (The Full Monty)                                        |
| 1999 | Guy Ritchie        | Bube, Dame, König, grAs (Lock, Stock & Two Smoking Barrels)                 |
| 2000 | Damien O’Donnell   | East is East                                                                |
| 2001 | Stephen Daldry     | Billy Elliot – I Will Dance                                                 |
| 2002 | Robert Altman      | Gosford Park                                                                |
| 2003 | Mike Leigh         | All or Nothing                                                              |
| 2004 | Peter Mullan       | Die unbarmherzigen Schwestern (The Magdalene Sisters)                       |
| 2005 | Mike Leigh         | Vera Drake                                                                  |
| 2006 | Fernando Meirelles | Der ewige Gärtner (The Constant Gardener)                                   |
| 2007 | Stephen Frears     | Die Queen (The Queen)                                                       |
| 2008 | Anton Corbijn      | Control                                                                     |
| 2009 | Danny Boyle        | Slumdog Millionär                                                           |
| 2010 | Andrea Arnold      | Fish Tank                                                                   |
| 2011 | Tom Hooper         | The King’s Speech                                                           |

### Bester britischer Film (seit 2012)
| Jahr | Preisträger                          | Regie             |
| 2012 | We Need to Talk About Kevin          | Lynne Ramsay      |
| 2013 | Berberian Sound Studio               | Peter Strickland  |
| 2014 | The Selfish Giant                    | Clio Barnard      |
| 2015 | Under the Skin                       | Jonathan Glazer   |
| 2016 | 45 Years                             | Andrew Haigh      |
| 2017 | I, Daniel Blake                      | Ken Loach         |
| 2018 | Dunkirk                              | Christopher Nolan |
| 2019 | The Favourite – Intrigen und Irrsinn | Giorgos Lanthimos |
| 2020 | The Souvenir                         | Joanna Hogg       |
| 2021 | Saint Maud                           | Rose Glass        |
| 2022 | The Souvenir Part II                 | Joanna Hogg       |
| 2023 | The Banshees of Inisherin            | Martin McDonagh   |
| 2024 | All of Us Strangers                  | Andrew Haigh      |
| 2025 | Konklave                             | Edward Berger     |